# الصف الأول (فلم)
الصف الأول (فيلم) هو فيلم سيرة ذاتية درامي صدر في عام 2010 للمخرج جاستن تشادويك. من بطولة النجوم نعومي هاريس، أوليفر ليتوندو وتوني كغوروج. الفيلم مقتبس عن قصة حقيقية لمزارع كيني يدعى كيماني ماروج التحق بالمدرسة الابتدائية عن سن 84 عاما بعد إعلان الحكومة الكينية عن التعليم الابتدائي المجاني في عام 2003.

## ملخص القصة
تدور أحداث الفيلم في مدرسة ابتدائية نائية في الأدغال الكينية حيث يتنافس مئات الأطفال للحصول على فرصة التعليم المجاني الذي وعدت بها الحكومة الكينية الجديدة. يتسبب أحد المتقدمين الجدد بصدمة لدى القطاع التعليمي عندما يطرق باب المدرسة. ماروج مزارع عجوز في الثمانينيات من عمره كان من قداماء المحاربين لتحرير بلاده، دفعه شغفه الآن إلى طلب العلم في هذه المرحلة المتأخرة من حياته بعد أن حرم منه سابقا حتى لو كان ذلك يعني الجلوس في فصل دراسي إلى جانب أطفال في السادسة من العمر. وبرغم دعم المدرس لطموحه إلا أنهما يواجهان معًا معارضة شرسة من الآباء والمسؤولين الذين لا يريدون إضاعة مكان ثمين على مثل هذا الرجل العجوز.

## أبطال العمل
- نعومي هاريس: جين أوبينشو
- أوليفر ليتوندو: كيماني ماروج
- ألفريد مونيوا: ألفريد
- توني كجوروجي: تشارلز أوبينشو
- فوسي كونين: السيد كيبروتو
- سام فيور: صحفي أمريكي
- جيلبرت لوكاليا: دور السيد. مطاحي / سياسي

## الإنتاج

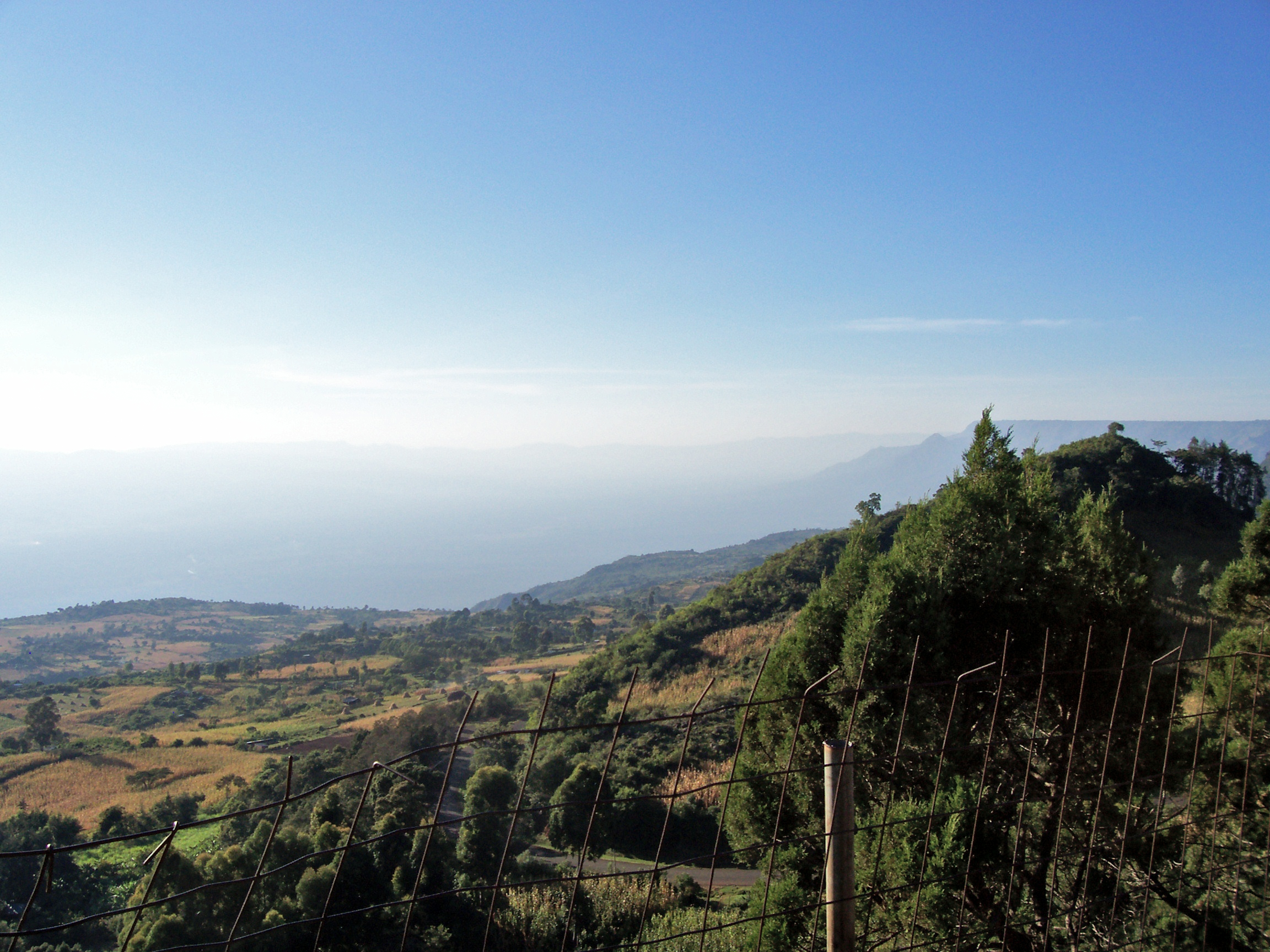
وادي ريفت العظيم في كينيا.

جاءت فكرة العمل بعد أن قرأ المنتج السينمائي سام فيور مقالا للقصة على الصفحة الأولى لصحيفة لوس أنجلوس تايمز فقرر شراء حقوقها بغرض تحويلها إلى فيلم، دخل بعد ذلك رفقة شريكه في الإنتاج ريتشارد هاردينغ في شراكة مع بي بي سي فيلمز البريطانية وتم توظيف السيناريست آن بيكوك لكتابة سيناريو فيلم. تم تصوير الفيلم في موقع في وادي ريفت العظيم في كينيا، على الرغم من التقارير السابقة التي أفادت بتصويره في جنوب إفريقيا. حيث صرح مخرج العمل « "كان بإمكاننا تصوير الفيلم في جنوب إفريقيا، لكن كينيا لديها هذه الطاقة الغير المعقولة المتأصلة في الأطفال والأشخاص الذين كنا نصنع الفيلم عنهم"».

## الاستقبال النقدي
حصل الفيلم على انتقادات متباينة بشكل عام. فحصل على 61٪ من أصل 100٪ بمعدل متوسط 5.6 من 10 على موقع التقييمات الفني روتن توميتوز بناءً على مراجعات 71 ناقدًا. فيما حصل على موقع ميتاكريتيك، على 56 نقطة بناءً على 21 تقييمًا.

## الجوائز والترشيحات
| سنة  | نوع الجائزة                            | فئة                               | المرشح                                                                | النتيجة | مراجع                             |
| ---- | -------------------------------------- | --------------------------------- | --------------------------------------------------------------------- | ------- | --------------------------------- |
| 2010 | مهرجان تورونتو السينمائي الدولي        | جائزة اختيار الجمهور              | جاستن تشادويك                                                         | رُشِّح     | [ 7 ] [ 8 ]                       |
| 2011 | جائزة ساتالايت                         | أفضل صورة متحركة تعليمية          | المنتجون (سام فوير، ريتشارد هاردينغ، ديفيد طومسون)                    | فوز     | [ 9 ]                             |
| 2011 | مهرجان روتشستر السينمائي الدولي        | جائزة اختيار الجمهور              | أفضل فيلم روائي طويل                                                  | فوز     | [ 7 ]                             |
| 2011 | مهرجان عموم افريقيا السينمائي          | جائزة اختيار الجمهور              | أفضل فيلم روائي طويل                                                  | فوز     | [ 7 ]                             |
| 2011 | مهرجان ناشفيل السينمائي                | جائزة اختيار الجمهور              | أفضل فيلم (سام فيور، ديفيد إم طومسون، ريتشارد هاردينغ، جاستن تشادويك) | فوز     | [ 7 ]                             |
| 2011 | جوائز جوثام للأفلام المستقلة           | جائزة اختيار الجمهور              | أفضل فيلم روائي                                                       | رُشِّح     | [ 7 ] [ 10 ] [ 11 ] [ 12 ]        |
| 2011 | مهرجان إمدن نورديرني السينمائي الدولي  | جائزة اختيار الجمهور              | أفضل فيلم روائي                                                       | فوز     | [ 7 ]                             |
| 2011 | مهرجان إمدن نورديرني السينمائي الدولي  | جائزة إمدن فيلم (جائزة المهرجان)  | جائزة بيرنهارد ويكي (10000 أورو)                                      | فوز     | [ 7 ]                             |
| 2011 | مهرجان ديربان السينمائي الدولي         | جائزة اختيار الجمهور              | أفضل فيلم روائي                                                       | فوز     | [ 7 ] [ 13 ] [ 14 ] [ 15 ] [ 16 ] |
| 2011 | مهرجان زنجبار السينمائي الدولي         | جائزة اختيار الجمهور              | جائزة كأس إنجوما                                                      | فوز     | [ 7 ]                             |
| 2011 | مهرجان هاي فولز السينمائي              | جائزة اختيار الجمهور              | جائزة أفضل فيلم                                                       | فوز     |                                   |
| 2011 | جوائز الموسيقى التصويرية العالمية      | جائزة الموسيقى التصويرية العالمية | جائزة اكتشاف العام (أليكس هيفس)                                       | فوز     | [ 7 ]                             |
| 2011 | مهرجان سيدونا السينمائي الدولي         | أفضل فيلم روائي طويل              | جائزة اختيار الجمهور                                                  | فوز     | [ 17 ]                            |
| 2011 | مهرجان سيدونا السينمائي الدولي         | أفضل فيلم روائي طويل              | جائزة اختيار المخرج                                                   | فوز     | [ 17 ]                            |
| 2012 | جوائز اي اي ار بي من أجل البالغين      | أفضل ممثل                         | أوليفر ليتوندو                                                        | فوز     | [ 18 ]                            |
| 2012 | جوائز الجمعية الوطنية للنهوض بالملونين | أبرز كتابة للصورة المتحركة        | آن بيكوك                                                              | فوز     | [ 19 ]                            |
| 2012 | جوائز الجمعية الوطنية للنهوض بالملونين | أبرز صورة متحركة                  | سام فيور، ديفيد طومسون، ريتشارد هاردينغ                               | رُشِّح     |                                   |
| 2012 | جوائز الجمعية الوطنية للنهوض بالملونين | أبرز صورة متحركة مستقلة           | سام فيور، ديفيد طومسون، ريتشارد هاردينغ                               | رُشِّح     |                                   |
| 2012 | جوائز الجمعية الوطنية للنهوض بالملونين | أفضل ألبوم موسيقى تصويرية         | أليكس هيفس                                                            | رُشِّح     | [ 20 ]                            |
| 2012 | جوائز الجمعية الوطنية للنهوض بالملونين | أفضل ممثل في فيلم سينمائي         | أوليفر ليتوندو                                                        | رُشِّح     |                                   |
| 2012 | جوائز إيفور نوفيلو                     | أفضل فيلم أصلي                    | أليكس هيفس                                                            | فوز     | [ 21 ]                            |
| 2012 | جوائز بلاك ريل                         | أفضل ممثل                         | أوليفر ليتوندو                                                        | رُشِّح     |                                   |
| 2012 | جوائز بلاك ريل                         | أفضل موسيقى أصلية                 | أليكس هيفس                                                            | رُشِّح     |                                   |

## روابط خارجية
مقالات تستعمل روابط فنية بلا صلة مع ويكي بيانات